# Gustavo Dodt Barroso
Gustavo Dodt Barroso (29 de desembre1888 - 3 de desembre 1957), formalment Gustavo Adolfo Luiz Dodt da Cunha Barroso, va ser un advocat, polític i escriptor brasiler associat a l'antisemitisme i a l'Integralisme del Brasil. També era conegut amb el pseudònim de João do Norte. És considerat un mestre del folklore brasiler. Va ser el primer director del Museu Històric Nacional i un dels líders de l'Acció Integralista Brasilera, sent un dels seus ideòlegs més destacats.

## Biografia
La seva mare era d'origen alemany i ell va néixer a Fortaleza. En principi es va relacionar amb el socialisme però a partir de llicenciar-se en Dret (el 1910) s'orientà a posicions dretanes.
El 1933, Barroso s'afilià al partit Integralista que tenia característiques feixistes. Ell aviat esdevingué el cap de la facció extrema pro-nazi notable pel seu antisemitisme.
Sempre armat amb una pistola va ser considerat com a perillós pel mateix partit integralista.
Després de la formació de l'Estado Novo amb la dictadura de Getúlio Vargas (1938-1945), Barroso va passar a ser enviat com ambaixador a l'Uruguai i Perú.
Va traduir els Protocols dels Savis de Sió al portuguès.